# ژوائو تومه
ژوائو تومه (انگلیسی: João Tomé؛ زادهٔ ۱۲ فوریهٔ ۲۰۰۳) بازیکن فوتبال اهل پرتغال است که در حال حاضر برای باشگاه ورزشی بنفیکا بازی می‌کند. 
وی همچنین در تیم‌های ملی فوتبال زیر ۱۵ سال پرتغال، زیر ۱۶ سال پرتغال، زیر ۱۷ سال پرتغال، زیر ۱۸ سال پرتغال، زیر ۱۹ سال پرتغال و زیر ۲۰ سال پرتغال بازی کرده است.